# Parc naturel de Pape
Le parc naturel de Pape (en letton: Dabas parks “Pape”) est un parc naturel en Lettonie situé en Courlande dans les municipalités de Nīca et de Rucava. Le site s'étend sur 108,53 km2 autour du lac de Pape, une lagune située au bord de la Mer Baltique non loin de la frontière lituanienne. Le parc fait l'objet d'une protection depuis 2003, il appartient au réseau Natura 2000 qui rassemble des sites naturels ou semi-naturels de l'Union européenne ayant une grande valeur patrimoniale. Le site est également classé au titre de la convention de Ramsar en tant que zone humide d'importance internationale.
Le parc naturel comporte 22 habitats protégés au titre de la directive habitats et se divise en trois zones fonctionnelles :
- Une réserve naturelle pour protéger les écosystèmes du lac de Pape, des marécages de Nida et des dunes au Nord-Ouest du parc ;
- Une zone tampon, gérée de manière durable, entre les différentes parties de la réserve naturelle ;
- Une zone neutre conçue pour protéger le patrimoine historique et culturel des villages de pêcheurs[5].

## Une zone importante pour la conservation des oiseaux
Le parc naturel abrite une grande diversité d'écosystèmes sur une petite superficie : lagune, marécages, dunes, forêt mixte, forêt boréale.
278 espèces d'oiseaux différentes ont été identifiées dans le parc. La zone est située sur les routes de migration des oiseaux et des chiroptères du paléarctique occidental. Au printemps et à l'automne, des milliers d'individus peuvent être observés, le site est une zone importante pour la conservation des oiseaux et un lieu privilégié d'observation ornithologique.

## Grands herbivores et autres mammifères

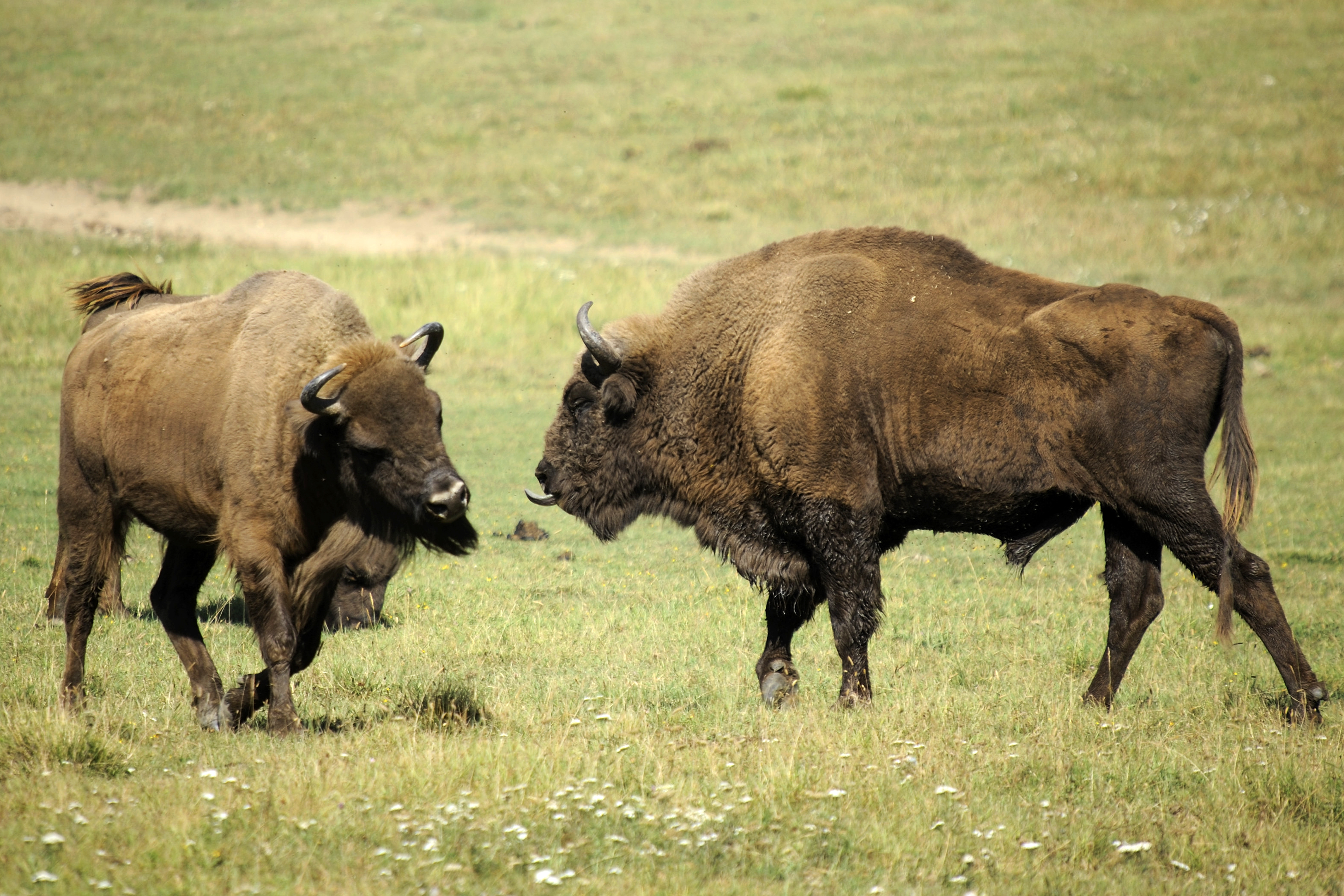
Le bison d'Europe a été réintroduit en 2007 dans le parc naturel de Pape

De grands ongulés tels que les chevaux sauvages, des aurochs de Heck ou des bisons d'Europe ont été réintroduits dans le parc naturel de Pape en 1999 et 2007 afin de permettre l'entretien des écosystèmes. La zone de pâture des chevaux sauvages et des aurochs couvre 426 hectares sur la rive Est du lac de Pape. La zone de pâture des bisons couvrent environ 200 hectares, dont 120 hectares de forêts et 80 hectares de marécages.
Les autres herbivores présents et protégés dans le parc sont les chevreuils, les cerfs élaphes, les élans et les sangliers.
Le parc abrite de nombreuses autres espèces de mammifères, dont des prédateurs rares comme le lynx ou encore des castors.